# غوانغيوان
غوانغيوان (بالصينية: 广元市 )‏ هي مدينة على مستوى محافظة، في جمهورية الصين الشعبية، وسلالة تانغ الحاكمة، تتبع سيتشوان، تبلغ مساحتها 16,314 كيلومتر مربع، رمزها البريدي هو 628000.

## مدن توأم
المدن التوأم:
- شوبارا، هیروشیما
- كيكيهار.

## التقسيمات الإدارية
- Lizhou, Guangyuan [الإنجليزية]‏
- Zhaohua, Guangyuan [الإنجليزية]‏
- Chaotian, Guangyuan [الإنجليزية]‏
- Wangcang County [الإنجليزية]‏
- Qingchuan County [الإنجليزية]‏
- Jiange County [الإنجليزية]‏
- Cangxi County [الإنجليزية]‏.

## أعلام
- وو شتيان
- لي فانغ